# Philoponella lunaris
Espèce
Synonymes
- Tetragnatha lunaris C. L. Koch, 1839

Philoponella lunaris est une espèce d'araignées aranéomorphes de la famille des Uloboridae.

## Distribution
Cette espèce est endémique du Brésil.

## Publication originale
- C. L. Koch, 1839 : Die Arachniden. Nürnberg, Sechster Band, p. 1-156 (texte intégral).